# Clélie (mathématiques)

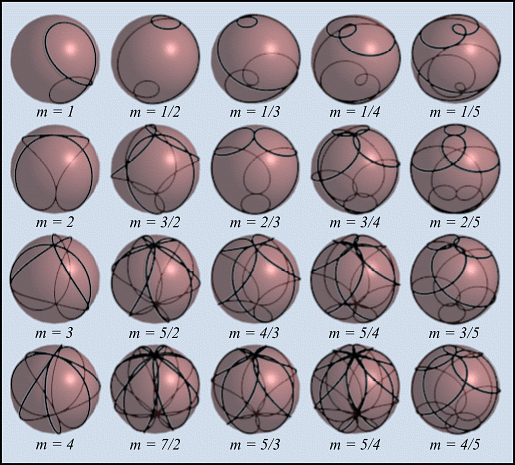
Exemples de clélies.

En mathématiques, une clélie est une courbe sphérique paramétrée de formule :
{\displaystyle {\begin{cases}x=a\sin({m\theta })\cos({\theta })\\y=a\sin({m\theta })\sin({\theta })\\z=a\cos({m\theta })\end{cases}}}
où {\displaystyle a} est le rayon de la sphère et {\displaystyle m\in \mathbb {R} }.
« On obtient [...] physiquement une clélie lorsque l'on pèle une orange [ou] lorsqu'on rembobine régulièrement une pelote de ficelle sphérique. »
Luigi Guido Grandi lui a donné ce nom en hommage à la comtesse Clelia Borromeo.